# Tatarije op het Türkvizyonsongfestival
De Russische deelrepubliek Tatarije neemt sinds de eerste editie in 2013 deel aan het Türkvizyonsongfestival. De deelrepubliek heeft in totaal 3 keer deelgenomen aan het festival.

## Geschiedenis

### 2013
Tatarije was een van de 25 deelnemende landen en regio's aan het eerste Türkvizyonsongfestival in 2013. Als een van de weinige regio's organiseerde de omroep een selectie om te bepalen welke artiest het festival mocht gaan. In deze preselectie wist Alina Sjaripzjanova de professionele jury het meest te overtuigen, met haar lied Üpkälämim, waardoor zij de eer kreeg om Tatarije te vertegenwoordigen. 
In Turkije moest elke deelnemer eerst aantreden in de halve finale, waarbij Tatarije als 21ste aan de beurt was. De halve finale werd overleefd en zodoende plaatste Tatarije zich voor de finale. Hierin trad Sjaripzjanova als zesde aan, na Bosnië en Herzegovina en voor Oekraïne. Tatarije eindigde op de vierde plaats.

### 2014
Dat Tatarije ook in 2014 zou deelnemen aan het festival stond al lang vast. MTV kreeg zelfs de eer om het festival te organiseren. Ook ditmaal organiseerde de omroep een finale om te bepalen wie de deelrepubliek zou vertegenwoordigen. In die preselectie namen 24 kandidaten het tegen elkaar op. Ajdar Soelejmanov, die pas last-minute mocht deelnemen aan de preselectie, wist de jury het meest te overtuigen. Zodoende mocht hij Tatarije vertegenwoordigen. 
Op het festival moesten alle inzendingen opnieuw aantreden in een halve finale waarvan enkel de beste vijftien doorgingen naar de finale. In die halve finale kwam Tatarije als elfde aan de beurt, na Kabardië-Balkarië & Karatsjaj-Tsjerkessië en voor Moskou. Met 223 punten eindigde Soelejmanov op de eerste plaats en kwalificeerde hij zich ruimschoots voor de finale. Daarin trad hij als vijftiende en laatste aan. Soelejmanov kreeg ditmaal 201 punten, goed voor de tweede plaats. Dit is tot op heden de beste prestatie voor Tatarije op het festival.

### 2015
Ook voor de editie in 2015 meldde Tatarije zich aan. De omroep organiseerde opnieuw een finale om te bepalen welke artiest naar het festival mocht gaan. De Tataarse jury selecteerde meidengroep Yamle met het lied Siña kaytam. Vanwege de ruzie tussen Rusland en Turkije eind 2015 vroeg de Russische regering aan de Russisch deelnemende gebieden om af te zien van deelname aan het festival. Hierop besloot de Tataarse omroep om toch niet deel te nemen.
Voor de editie in 2016 besloot de omroep om opnieuw deel te nemen aan het festival. Begin december werd het festival echter verplaatst naar maart 2017. Uiteindelijk werd ook deze datum verschoven naar september 2017 en nadien geannuleerd.

### 2020
Bij de heropstart van het festival in 2020 was Tatarije opnieuw van de partij. De Tataarse omroep MTV besloot om de inzending, voor de eerste keer, intern te kiezen. De keuze viel op Diliya Akhmetsjina en haar lied Gafu it, avylym. Omwille van de coronapandemie moesten alle deelnemers hun inzending op voorhand filmen en vond het festival zodoende online plaats. Akhmetsjina kwam als tiende aan de beurt en sloot de avond af op de 6de plaats, van de 26 deelnemers. Opnieuw wist de Tataarse inzending bij de beste 10 te eindigen.

## Tataarse deelnames
| Jaar | Artiest             | Titel           | Fin. | Ptn. | Semi | Ptn. | Taal    |
| ---- | ------------------- | --------------- | ---- | ---- | ---- | ---- | ------- |
| 2013 | Alina Sjaripzjanova | Üpkälämim       | 4    | 192  | -    | -    | Tataars |
| 2014 | Ajdar Soelejmanov   | Atlar çaba      | 2    | 201  | 1    | 223  | Tataars |
| 2020 | Diliya Akhmetsjina  | Gafu it, avylym | 6    | 191  |      |      | Tataars |

| Kleur | Betekenis      |
| ----- | -------------- |
|       | Eerste plaats  |
|       | Tweede plaats  |
|       | Derde plaats   |
|       | Laatste plaats |
|       | Gastland       |

## Festivals in Tatarije
| Jaar | Plaats | Zaal          | Presentatoren                                    |
| ---- | ------ | ------------- | ------------------------------------------------ |
| 2014 | Kazan  | TatNeft Arena | Artjom Sjalimov, Narmin Agajeva en Ranil Noeriev |